# 東野輝夫
東野輝夫（ひがしの てるお、1956年〈昭和31年〉6月8日 - ）は、日本の情報工学分野の研究者。主な研究内容は、モバイル・ユビキタスコンピューティング、無線ネットワーク、分散協調システム、サイバーフィジカルシステム（CPS）、センサーネットワーク、車車間通信（ITS）。学位は、工学博士（大阪大学・1984年）。大阪大学大学院情報科学研究科教授を経て、現在、京都橘大学工学部情報工学科教授および副学長（大阪大学大学院情報科学研究科特任教授を兼務）。

## 略歴
1956年に堺市にて誕生する。1975年に大阪府立三国丘高等学校を卒業し、4年後に大阪大学基礎工学部情報工学科を卒業した。
1981年に大阪大学大学院基礎工学研究科博士前期課程を修了した。1984年に大阪大学大学院基礎工学研究科博士後期課程を修了（工学博士）したのち、同年に大阪大学情報処理教育センター助手となった。
1987年に大阪大学基礎工学部情報工学科助手を務め、1989年に大阪大学基礎工学部情報工学科講師となった。1991年に大阪大学基礎工学部情報工学科助教授、1997年に大阪大学大学院基礎工学研究科情報数理系専攻助教授、1999年には大阪大学大学院基礎工学研究科情報数理系専攻教授を務めた。
2002年から2021年の間に大阪大学大学院情報科学研究科情報ネットワーク学専攻教授を務め、2008年から2012年にかけて大阪大学評価室室員 (データ管理分析室長)を務めた。2012から2014年には大阪大学評価・情報分析室長を務め、2021年に京都橘大学工学部情報工学科教授と大阪大学大学院情報科学研究科特任教授になった。文部科学省「Society5.0実現化研究拠点支援事業」研究開発課題責任者を務める。
2022年に京都橘大学の副学長に就任し、2024年に京都橘大学大学院情報学研究科長に就任した。

## 社会的活動等
- 2009年 - 2010年:情報処理学会 関西支部長[5]
- 2011年 - 2013年:文部科学省     情報科学技術委員会 委員
- 2013年 - 2016年:日本学術振興会     学術システム研究センター 主任研究員[5]
- 2008年 - 2014年:日本学術会議連携会員 [5]
- 2014年 - 2020年:日本学術会議会員（2017-20年：情報学委員会副委員長）[5]
- 2016年 - 2017年:情報処理学会 副会長[5]
- 2020年 - 2026年:日本学術会議連携会員[6]
- 2021年 - 現在:科学技術振興機構(JST) さきがけ 研究総括（ICT基盤強化）[7]

## 主な受賞・表彰
- 2010年 - 情報処理学会50周年記念論文賞[5]
- 2018年 - 平成30年度科学技術分野の⽂部科学⼤⾂表彰（科学技術賞）受賞[8]
- 2019年 - 情報処理学会2018年度功績賞[5]

## 学会フェロー等
- 1998年 - IEEE Senior Member
- 2002年 - 情報処理学会・フェロー[9]
- 2019年 - 日本工学会・フェロー[10]

## 学会理事・幹事・評議員・研究会委員長
- IEEE Intelligent Transportation Systems Society(ITSS) Technical Committee on Mobile Communication Networks委員長(co-chair)
- IEEE Transactions on Mobile Computing (TMC) 誌Associate Editor (2016年〜2020年)
- ACM Transactions on Computing for Healthcare誌のAssociate Editor (2019〜現在)．
- IEEE ICNP, IEEE P2P, ATVA国際会議のSteering Committee Memberを歴任
- FORTE, TestCom, ICDCS, ICNP, INFOCOM, ICCPS, ICODP, ICOIN, DAIS, Middleware, ISADS, SEFM, ATVA, OPODIS, SIGCOMM Asia, CoNext, PWN, DCOSS, ITSC, VNC, ICPADS, ICMUなど多くの国際会議の大会委員長、プログラム委員長、プログラム副委員長、プログラム委員を歴任
- 情報処理学会副会長 (2016年～2018年), 監事/関西支部長(2009年～2011年), 理事 (2001年～2003年),  マルチメディアと分散処理(DPS)研究会主査(2002年～2006年)
- 情報処理学会「マルチメディア、分散、協調とモバイルシンポジウム」運営委員長